# Canoa/kayak ai Giochi della XI Olimpiade - K2 1000 metri
La competizione del K2 1000 metri di Canoa/kayak ai Giochi della XI Olimpiade si è disputata il giorno 8 agosto 1936 al bacino di Grünau, Berlino.

## Risultati

### Batterie
I primi quattro accedevano alla finale.
| Pos. | Nazione        | Atleti                           | Tempo  |
| ---- | -------------- | -------------------------------- | ------ |
| 1    | Austria        | Adolf Kainz Alfons Dorfner       | 4'10"0 |
| 2    | Paesi Bassi    | Nicolaas Tates Wim van der Kroft | 4'22"2 |
| 3    | Cecoslovacchia | František Brzák Josef Dusil      | 4'22"7 |
| 4    | Danimarca      | Verner Løvgreen Axel Svendsen    | 4'24"8 |
| 5    | Stati Uniti    | Ernest Riedel Burr Folks         | 4'24"9 |
| 6    | Francia        | René Lacelle Jules Mackowiak     | 4'36"6 |

| Pos. | Nazione  | Atleti                          | Tempo  |
| ---- | -------- | ------------------------------- | ------ |
| 1    | Svezia   | Sixten Jansson Gunnar Lundqvist | 4'11"8 |
| 2    | Germania | Ewald Tilker Fritz Bondroit     | 4'11"9 |
| 3    | Svizzera | Rudolf Vilim Werner Klingelfuss | 4'30"8 |
| 4    | Canada   | Edward Deir Frank Willis        | 4'32"0 |
| 5    | Belgio   | Frans De Blaes Albert Joris     | 4'42"1 |
| 6    | Ungheria | Gábor Cseh Sándor Gelle         | 4'50"7 |

### Finale
| Pos.    | Nazione        | Atleti                           | Tempo    |
| ------- | -------------- | -------------------------------- | -------- |
| Oro     | Austria        | Adolf Kainz Alfons Dorfner       | 4'03"8   |
| Argento | Germania       | Ewald Tilker Fritz Bondroit      | 4'08"9   |
| Bronzo  | Paesi Bassi    | Nicolaas Tates Wim van der Kroft | 4'12"2   |
| 4       | Cecoslovacchia | František Brzák Josef Dusil      | 4'15"2   |
| 5       | Svizzera       | Rudolf Vilim Werner Klingelfuss  | 4'22"8   |
| 6       | Canada         | Edward Deir Frank Willis         | 4'24"5   |
| 7       | Danimarca      | Verner Løvgreen Axel Svendsen    | 4'26"6   |
| DQ      | Svezia         | Sixten Jansson Gunnar Lundqvist  | [4'06"1] |